# Alfadeeltje

Een atoomkern links vervalt onder uitzending van het alfadeeltje rechts.

Alfastraling in de bovenste figuur wordt al tegengehouden door een stukje papier. Voor bètastraling is al een aluminium plaat nodig en gammastraling gaat zelfs door heel dikke materialen.

Het alfadeeltje, afgekort α-deeltje, bestaat uit twee neutronen en twee protonen. Het is identiek aan een atoomkern van helium-4. Bij het radioactief verval van zware elementen worden in veel gevallen alfadeeltjes in de vorm van straling uitgestoten. Deze straling heet alfastraling, een straling die zijn omgeving kan ioniseren.

## Stabiel deeltje
De sterke kernkracht houdt het alfadeeltje zo sterk bijeen, dat deze kern heel stabiel is. De bindingsenergie per nucleon is in een alfadeeltje zeer hoog. De bindingsenergie bereikt bij isotopen vanaf het losse proton een eerste maximum bij het alfadeeltje. Een gevolg van deze sterke binding is dat er geen kernen met vijf of acht kerndeeltjes bestaan, omdat die onmiddellijk uiteen zouden vallen in een alfadeeltje en een proton of neutron, respectievelijk in twee alfadeeltjes.
De protonen en neutronen in een alfadeeltje zitten in een s1/2-schil met isospin l = 0 , met totale kernspin 0 en een even pariteit.
In sterren als de zon worden bij hoge dichtheid en een temperatuur van 15 miljoen kelvin alfadeeltjes geproduceerd in de proton-protoncyclus, uitgaande van 4 protonen. De energie die de fusie oplevert, kan worden bepaald door de rustmassa's van eerst zes protonen M1 en daarna een alfadeeltje en twee protonen M2 van elkaar af te trekken. Het blijkt dat dit verschil 0,7% van M1 is. Deze energie is over de producten van de proton-protonreacties verdeeld. Tijdens de eerste reactie, productie van deuteriumkernen, worden een neutrino en een positron gevormd. Het positron zal vrijwel ogenblikkelijk geannihileerd worden met een naburig elektron, en gammastraling produceren; de tweede reactie naar helium-3 levert ook gammastraling op en bij de derde, naar alfadeeltjes, worden weer protonen gevormd. De energie uit al deze reacties kan worden berekend door {\displaystyle E=(M_{1}-M_{2})\ c^{2}}. Dit is de voornaamste energiebron van sterren, waaronder ook van onze zon. De daarop volgende fusiereacties hebben een steeds kleinere energieopbrengst en duren daarom minder lang.
Het anti-alfadeeltje werd voor het eerst in 2011 door natuurkundigen van de Rice University in het Amerikaanse Houston waargenomen.

## Alfaverval
Het alfadeeltje is buitengewoon stabiel en gedraagt zich als een zelfstandig deeltje, met veel bindingsenergie. Een alfadeeltje kan gemakkelijker dan een zwaarder deeltje in een instabiele atoomkern met te veel neutronen ten opzichte van het aantal protonen door de barrière van de sterke aantrekkende kernkracht komen.
De manier voor een atoomkern met te veel neutronen ten opzichte van het aantal protonen om zo efficiënt mogelijk tot een stabielere toestand te komen is door een alfadeeltje uit te zenden. Daarom is er wel alfaverval, maar geen proton-, neutron- of koolstofverval. Er zijn verschillende atoomkernen die zo een alfadeeltje uitzenden, dus vervallen.
Radionucliden zijn nucliden met een onstabiele atoomkern die door radioactief verval in andere elementen overgaan, bijvoorbeeld door een alfadeeltje uit te zenden.

### Vervaltijd en potentiaalbarrière
Binnen de kern vormen zich af en toe alfadeeltjes, die door het tunneleffect soms kunnen ontsnappen aan de potentiaal van de atoomkern. Hun energie (4-9 MeV) is veel minder dan de hoge barrière van de gecombineerde coulombkracht en sterke kernkracht: deze is 40 MeV voor de meeste alfastralers. Dit is met kwantummechanica uit te rekenen. De wet van Geiger-Nuttall geeft een empirisch verband tussen de vervaltijd en de energie van de uitgezonden alfadeeltjes.
Het blijkt dat de ontsnappingskans, dat wil zeggen de vervaltijd, heel gevoelig afhangt van de hoogte en breedte van de barrière. Daardoor is er bij een factor twee in alfa-energie een enorm verschil in vervaltijd.
| nuclide      | energie alfadeeltje in MeV | halveringstijd    |
| ------------ | -------------------------- | ----------------- |
| Uranium-238  | 4,13 en 4,18               | 4,5 miljard jaar  |
| Polonium-214 | 7,68                       | 160 microseconden |

### Fijnstructuur
De alfadeeltjes uit een kern hebben strikt bepaalde energieën. Dat is in een nevelvat te zien aan de vaste lengtes van de sporen. Bijvoorbeeld 238U geeft alfadeeltjes met 4,18 MeV en 4,13 MeV, omdat de resterende kern in een aangeslagen of grondtoestand achterblijft. Gammastraling volgt op zo'n alfa-verval naar een aangeslagen toestand. Bij de overgang van bismut-212 naar thallium-208 komen alfadeeltjes met wel zes verschillende energieën vrij.

## Ontdekking

Een alfadeeltje wordt vanwege zijn elektrische lading naar boven afgebogen in een magnetisch veld dat van ons afloopt.

Ernest Rutherford merkte in 1898 op dat in een magnetisch veld ioniserende straling uit een bron van thorium of uranium uiteenviel in twee soorten: de alfastraling, zoals hij die noemde, werd enigszins de ene kant op gebogen, de bètastraling, ook zijn naam, veel sterker de andere kant op.
Rutherford mat de verhouding tussen de massa en de elektrische lading van het alfadeeltje en speculeerde dat alfadeeltjes heliumkernen waren. Deuteriumkernen met dezelfde verhouding waren nog niet bekend. Dat het inderdaad om heliumkernen ging werd aangetoond met een experiment waarbij de alfadeeltjes door een dun glasraam een vacuümbuis in werden geschoten en daar in een elektrisch veld tot gloeien werden gebracht, dus als gasontladingsbuis. Het spectrum van het onbekende gas van alfadeeltjes bleek overeen te komen met dat van helium.
Het bleek uit een ander experiment dat Rutherford in 1909 met Hans Geiger en Ernest Marsden uitvoerde hoe leeg atomen zijn. Ze beschoten een goudfolie met alfadeeltjes uit een bron van uranium(III)bromide. Maar weinig alfadeeltjes werden door de goudfolie verstrooid, de meeste passeerden de goudfolie zonder verandering van richting.

## Toepassingen
- Veel rookdetectoren bevatten vroeger een kleine hoeveelheid van de alfastraler americium-241. De alfadeeltjes ioniseren de lucht in een spleet, zodat de lucht geleidend wordt en er door een aangelegde elektrische spanning een kleine elektrische stroom door kan lopen. Rookdeeltjes van een brand onderbreken of verkleinen deze elektrische stroom, waarop het alarm is afgesteld. Het gebruikte isotoop is zeer giftig als het in het lichaam komt, maar het risico is minimaal als de bron verzegeld blijft. Dergelijke rookdetectoren mogen niet bij het gewone afval, maar moeten als radioactief afval apart worden ingezameld.Tegenwoordig zijn de meeste rookdetectoren optisch.

- Alfaverval kan energie leveren voor ruimtesondes en pacemakers. De alfadeeltjes zijn gemakkelijk weg te vangen. De alfastraler plutonium-238 bijvoorbeeld vereist maar 2,5 mm lood om de straling af te schermen.

- De alfastraler polonium-210 wordt veel gebruikt om statische elektriciteit te verwijderen.

- Alfadeeltjes kunnen worden gebruikt als radiotherapie om tumoren mee te bestrijden. Alfastraling van een bron bij de tumor beschadigt het tumorweefsel, maar wordt gemakkelijk geabsorbeerd, zodat gezond weefsel buiten schot blijft.

- De rus Aleksandr Litvinenko werd op 1 november 2006 in een ziekenhuis in Londen met vergiftigingsverschijnselen opgenomen. Hij stierf er op 23 november 2006. Het bleek dat hem radioactief polonium was toegediend.

## Websites
- (en)  Internationaal Atoomenergieagentschap IAEC. Live Chart of Nuclides. eenvoudige tabel nucliden met onder meer alfastralers
- (en)  YouTube. The Impact of alpha particles on packaging materials.